# Karl Robatsch
Karl Robatsch ( 14 de octubre de 1929, Klagenfurt – 19 de septiembre de 2000) fue un destacado ajedrecista austríaco, y notable botánico.
Se mudó a Graz a los 17 años, convirtiéndose en estudiante y, a menudo frecuentaba el café de la montaña, un lugar de encuentro para jugadores de ajedrez. Como ya tenía talento al ajedrez, se unió al club local "SK Gemeinde" (club de ajedrez Municipal) y avanzó rápidamente dominando el estándar.

## Jugador en equipo
Se convirtió en maestro internacional en 1957, y en gran maestro internacional en 1961, dedicándole mucho de su vida sirviendo al ajedrez austríaco, representando al país en once Olimpíadas de ajedrez y en una Campeonatos Europeos en Equipo. Hasta su última Olimpiada en 1994, jugó primeras tablas en cada ocasión y resolvió de manera impresionante algunos resultados. En la Olimpíada de Leipzig de 1960, asombró al mundo del ajedrez al anotar un 84,4% y teniendo la medalla de oro, mientras todavía sólo era maestro internacional. Este fue también el año en que se convirtió en campeón austríaco de ajedrez.

## Registros de torneos
Mientras Robatsch jugó competitivamente por más de cinco décadas, sus puntos culminantes de su carrera fueron los torneos internacionales, que en su mayoría se produjeron a finales de 1950 y comienzos de 1960. Fue ganador en Madrid en 1961, (con Borislav Milic) y logró solo o compartido el segundo lugar en Kapfenberg 1955, Varna 1957, Utrecht 1961, y Beverwijk 1962. En Halle (Sajonia-Anhalt) en 1963, torneo zonal de clasificación para el campeonato del mundo, terminó con un empate meritorio en tercer lugar (luego de Lajos Portisch y de Bent Larsen, a nivel de Borislav Ivkov).
Más tarde, compartió la segunda posición en Venecia 1969, y tercero en Olot 1972, Costa Brava 1973, y Viena 1979. Continuó jugando a un buen nivel en la década de 1990.

## Su estilo y las contribuciones a la teoría de aperturas
|       |       |       |       |       |       |       |       |       |  |
|       | a8 rd | b8 nd | c8 bd | d8 qd | e8 kd | f8    | g8 nd | h8 rd |  |
| a7 pd | b7 pd | c7 pd | d7 pd | e7 pd | f7 pd | g7 bd | h7 pd |       |  |
| a6    | b6    | c6    | d6    | e6    | f6    | g6 pd | h6    |       |  |
| a5    | b5    | c5    | d5    | e5    | f5    | g5    | h5    |       |  |
| a4    | b4    | c4    | d4 pl | e4 pl | f4    | g4    | h4    |       |  |
| a3    | b3    | c3    | d3    | e3    | f3    | g3    | h3    |       |  |
| a2 pl | b2 pl | c2 pl | d2    | e2    | f2 pl | g2 pl | h2 pl |       |  |
| a1 rl | b1 nl | c1 bl | d1 ql | e1 kl | f1 bl | g1 nl | h1 rl |       |  |
|       |       |       |       |       |       |       |       |       |  |

En términos de sus habilidades de juego, mostró un estilo altamente combinatorio en su juventud y adoptó un enfoque más posicional en el futuro. Su juego de apertura estuvo salpicado muchas veces con movimientos experimentales lo cual llevó a algunos animados partidos históricos. El sistema de movimientos de apertura que comienza 1.e4 g6 2.d4 Bg7, vista por primera vez en el siglo XVI, se convirtió en base, y que Robatsch usó una y otra vez cuando él tenía las piezas negras. A raíz de movimientos de preparación como Nc6 o d6, las negras retrasan el desarrollo del caballo en favor de uno de los primeros desafíos en el centro con e5. Una configuración alternativa, dando tablas, fue con el ex campeón del mundo Max Euwe, uno de los primeros implicados jugando c5 y d5. Otras de las estrategias empleadas por las negras es incorporar las líneas de la defensa Pirc, defensa india de rey o defensa Benoni. Robatsch, debidamente, revivió, desarrolló y popularizó el sistema conocido como la "defensa Robatsch» en la década de los 60, 70, e incluso en la década de 1980. Aunque algunos libros de apertura todavía hacen referencia a esos términos, una denominación más común es defensa moderna. También fue conocido por su versión excéntrica del Contador Central o defensa escandinava como es ahora más conocido.

## Carrera paralela
Robatsch puede haber obstaculizado su desarrollo como jugador de ajedrez, al compartir su amor por el ajedrez con una carrera paralela en la botánica. Como notable orquideólogo, se le concedió el título de "Profesor" por su trabajo de investigación sobresaliente en la clasificación de las diferentes especies y subespecies de orquídeas.
Karl Robatsch murió en 2000, tras una larga lucha con cáncer de garganta y de estómago.

## Juegos notables
- M Euwe vs K Robatsch, Varna 1962, Modern Defense: Queen Pawn Fianchetto (B06), 1/2-1/2
- J Durao vs K Robatsch, Olympiad 1960, Modern Defense: Averbakh Variation (A42), 0-1

## Como botánico
Además del ajedrez, fue su amor por la botánica, y la investigación principalmente de orquídeas. Por sus trabajos de investigación recibió el título de "Profesor".
En su estudio de las orquídeas, Charles Robatsch resolvió el difícil género taxonómicamente de Epipactis, y describe 21 taxones nuevos para la ciencia. Aproximadamente la mitad de ellos, sin embargo, fueron puestos más tarde como subespecies o variedades de otras especies. La lista siguiente es una recopilación de esos nuevos taxones, y reclasificaciones posteriores (con los países de origen de las plantas):
- Epipactis aspromontana Bartolo, Pulv. & Robatsch 1996 → E. leptochila subsp. aspromontana. Italia
- Epipactis bithynica Robatsch 1991 → E. helleborine subsp. bithynica. Turquía
- Epipactis bugacensis Robatsch 1990. Hungría
- Epipactis cretica Kalop. & Robatsch 1980. Creta
- Epipactis danubialis Robatsch & Rydlo 1989 → E. atrorubens subsp. danubialis. Rumania
- Epipactis fibri Scappat. & Robatsch 1995 → E. albensis var. fibri. Francia
- Epipactis guegelii Robatsch 1997. Rumania
- Epipactis halacsyi Robatsch 1990. Grecia
- Epipactis leutei Robatsch 1989 → E. helleborine subsp. leutei. Austria
- Epipactis mecsekensis A.Molnár & Robatsch 1997 → E. nordeniorum subsp. mecsekensis. Hungría
- Epipactis nauosaensis Robatsch 1989 → E. leptochila subsp. nauosaensis. Grecia
- Epipactis nordeniorum Robatsch 1991. Austria
- Epipactis olympica Robatsch 1990. Grecia
- Epipactis provincialis Aubenas & Robatsch 1996. Francia
- Epipactis renzii Robatsch 1988 → E. helleborine var. renzii. Dinamarca
- Epipactis rhodanensis Gévaudan & Robatsch 1994 → E. bugacensis subsp. rhodanensis. Francia
- Epipactis schubertiorum Bartolo, Pulv. & Robatsch 1997 → E. helleborine subsp. schubertiorum. Italia
- Epipactis subclausa Robatsch 1988 → E. atrorubens subsp. subclausa. Grecia
- Epipactis tallosii A.Molnár & Robatsch 1997. Hungría
- Epipactis voethii Robatsch 1993. Austria
- Sauroglossum odoratum Robatsch 1994. Brasil